# Боснийское движение национальной гордости
Боснийское движение национальной гордости (босн. Bosanski pokret nacionalnog ponos, BPNP) — ультраправая боснийская националистическая организация, основанная 5 января 2009 года и де-факто распущенная в 2021 году. 

## Идеология
Отчёт от 2018 года, опубликованный Комитетом по международным отношениям палаты лордов Великобритании считает, что организация базировалась на светском национализме, превосходстве босняков и в их исключительном праве руководить Боснией. Центр Симона Визенталя считает, что идеологически организация придерживалась идеологии «крови и почвы», направленной на создание государства только для босняков. По мнению того же центра, организация выступала против мультикультурализма, так как считала его угрозой выживанию «настоящих босняков». Также организация выступала против сионизма, исламизма, коммунизма и капитализма. Сама организация говорила о том, что борется за босняков вне зависимости от их религии и расы, а босняками они считали преданных Боснии людей, которые говорят на боснийском и идентифицируют себя с боснийской историей.
На сайте организации сказано, что организация борется за боснийство, чьи интересы ставятся ими на первое место.
Организацией также были заявлены одиннадцать целей/принципов, которых они планировали достичь: 1) создание боснякского светского национального государства; 2) каждый гражданин, который принадлежит к европейскому генетическому и культурному наследию, вне зависимости от религии, является представителем боснякской нации; 3) символом Боснии выступает щит с шестью золотыми лилиями; 4) восстановление границ Боснии, установленных Карловицким миром от 1699 года и Берлинским конгрессом от 1878 года; 5) боснякский является единственным официальным языком; 6) вся собственность в Боснии должна принадлежать боснякам, а рабочий класс должен быть защищён от эксплуатации; 7) неприемлемо наименование «Босния и Герцеговина»; 8) скептицизм в отношении ЕС и НАТО; 9) отказ от празднования Дня государственности 25 декабря, а вместо этого установление 29 августа; 10) сионизм, исламизм, коммунизм и капитализм не приветствуются, а единственной подходящей идеологией признаётся боснякский национализм; 11) защита семейных ценностей.